# Acapulco bay
Acapulco bay (Bahía de Acapulco en español) es una telenovela mexicana-estadounidense producida por Fox Broadcasting Company y Televisa, de la mano de Carlos Sotomayor. Es la versión en inglés de la telenovela mexicana Acapulco, cuerpo y alma.
La telenovela está basada en Tú o nadie de María Zarattini y José Rendón y fue protagonizada por Raquel Gardner y Jason Adams.

## Elenco
- Raquel Gardner .... Raquel Swanson
- Jason Adams .... Max Hauser
- Lisa Cerasoli .... Marnie Swanson
- Maree Cheatham .... Victoria
- Michael Cole .... Peter Swanson
- John Andrew Ryan .... Clarke
- Michael Sottile .... Autista
- Lara Steinick .... Camille Stockdail
- Anthony Álvarez .... Robert
- Neville Archambault .... Mike
- Jaime Aymerich .... Daniel
- Katie Barberi .... Maura
- Jasper Cole .... Ron Swanson
- María de Souza .... Annie
- Elsa Navarrete .... Karla
- Tony Newman .... Tony Stockdail
- Anita Sax .... Reportera
- Alec Von Bargen .... Andrew

## Versiones
- Tú o nadie (1985), la primera versión y original, telenovela producida por Televisa y protagonizada por Lucía Méndez y Andrés García.
- Acapulco, cuerpo y alma (1995), telenovela producida por Televisa de la mano de José Alberto Castro y protagonizada por Patricia Manterola y Saúl Lisazo.
- Sortilegio, telenovela producida por Carla Estrada para Televisa en 2009 y protagonizada por Jacqueline Bracamontes y William Levy.